# Rafael Hernández Colón
Rafael Hernández Colón (né le 24 octobre 1936 à Ponce et mort le 2 mai 2019 à San Juan (Porto Rico)) est un homme politique portoricain qui a été le quatrième et le sixième gouverneur du Commonwealth de Porto Rico pendant trois mandats non consécutifs, de 1973 à 1977 et de 1985 à 1993.
Homme politique expérimenté, Rafael Hernández Colón détient le record du plus jeune gouverneur de Porto Rico, après avoir remporté son premier mandat à l'âge de 36 ans. Hernández est également le détenteur du nombre de candidature au poste de gouverneur, soit cinq fois. Pendant ses mandats en tant que gouverneur, l'administration Hernández Colón était connue pour avoir tenté de revigorer l'économie portoricaine ainsi que la défense du statut politique actuel de l'île.

## Biographie

### Carrière politique
Hernández Colón s'est affilié au Parti populaire démocrate (PPD). Il est commissaire associé de la fonction publique sous le mandat du gouverneur Roberto Sánchez Vilella. En 1965, il est nommé secrétaire au ministère de la Justice.

### Gouverneur de Porto Rico

#### Premier mandat (1973-1977)
Durant son premier mandat, l'île est ravagée par la récession provoquée par la crise pétrolière de 1973, qui frappe particulièrement Porto Rico en raison des nombreuses activités directement liées à la transformation du pétrole à Porto Rico. Après l’adoption de mesures d’austérité et d’augmentations des impôts, l’économie se redresse en 1976. En 1973, il nomme un comité chargé de renforcer le statut de Porto Rico dans le Commonwealth conformément au mandat du peuple aux élections de 1967. Le Comité présente un rapport et une proposition relative à un pacte d'union permanente entre Porto Rico et les États-Unis, élargissant l'autonomie de Porto Rico en matière d'affaires locales, élargissant son droit de participer aux affaires internationales et créant un mécanisme permettant de s'opposer à l'application automatique des lois fédérales. En 1974, Time Magazine reconnait Rafael Hernandez Colón comme l'un des plus jeunes leaders mondiaux. Le secrétaire au Trésor, Salvador Casellas, et le commissaire résident, Jaime Benítez, plaident avec succès pour que le Congrès adopte l'article 936, ce qui crée un incitatif fiscal pour les sociétés américaines établies à Porto Rico. L'incitation reste active jusqu'en 1996, lorsque le Congrès adopte une élimination progressive qui prend fin en 2006. Son élimination est souvent considérée comme l'une des causes principales de la crise budgétaire et économique actuelle de Porto Rico.
En 1976, il se présente pour un second mandat mais il est battu par le candidat du Nouveau Parti progressiste et maire de San Juan, Carlos Romero Barceló.

#### Deuxième et troisième mandats (1985-1993)

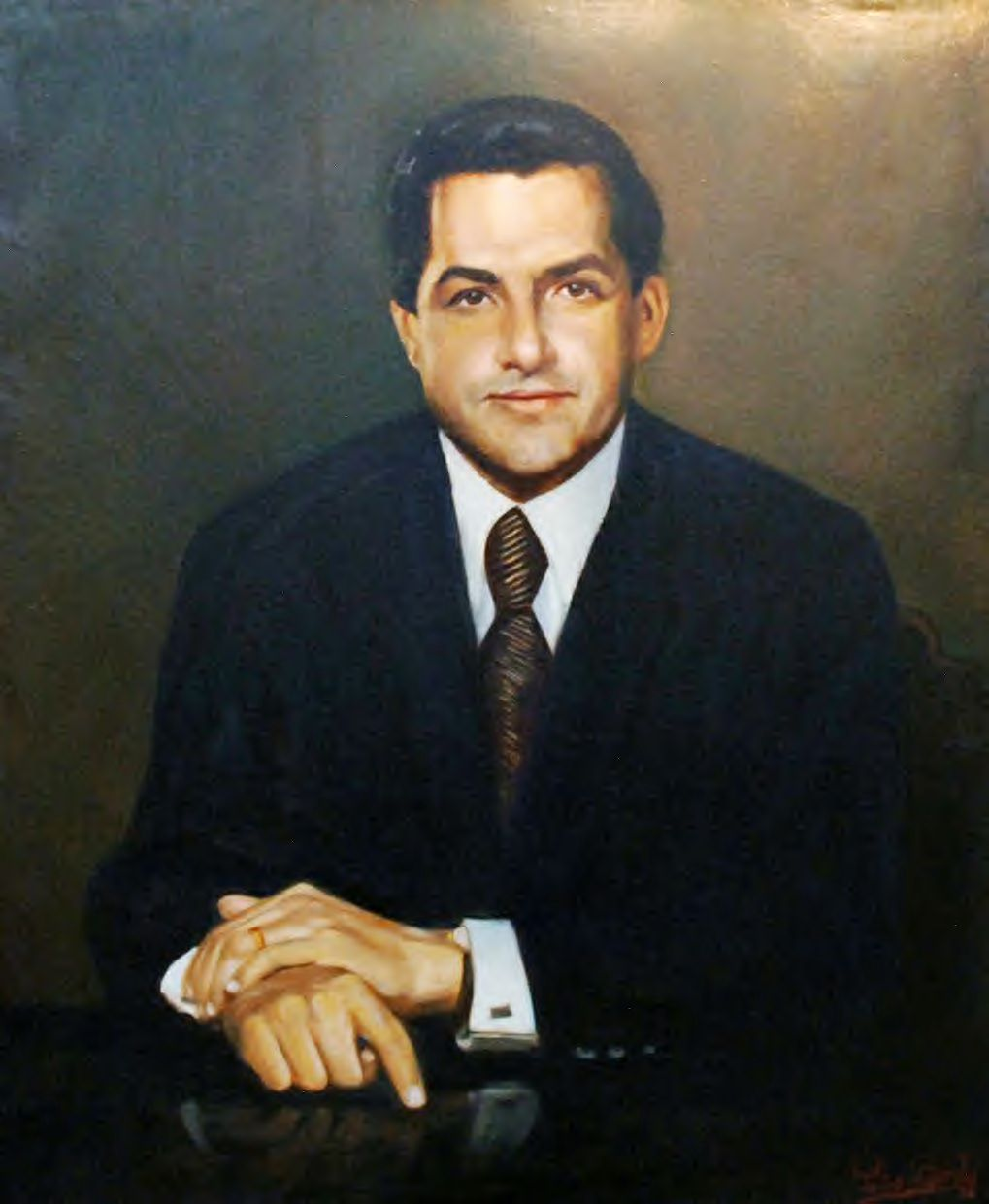
Portrait officiel de Rafael Hernández Colón.

Hernández Colón concourt encore contre Romero Barceló aux élections de novembre 1984 et est victorieux à près de 54 000 voix (48 à 45 % respectivement). Il est de nouveau réélu aux élections de 1988, devançant de 49 à 46 % son principal rival, Baltasar Corrada del Río.
Dans le cadre de sa campagne électorale de 1984, Hernandez Colon publie un album de musique country portoricaine intitulé "Ahora Es Que Vamos" ("Here We Go Now").
En 1991, Hernández Colón signe une loi disposant que la seule langue officielle de Porto Rico serait l'espagnol. L'effet immédiat est que l'anglais n'est plus la deuxième langue officielle. Si beaucoup ont applaudi la décision du gouverneur, d'un autre côté, les partisans du Commonwealth et les partis en faveur de l'État fédéral américain interprètent cette loi comme une menace à leurs idéologies. En 1993, son successeur Pedro Rosselló annule la loi et rétablit l'anglais comme langue officielle, aux côtés de l'espagnol.
Durant sa période de mandat, Porto Rico connait un boom économique avec une croissance du PIB de 5% au cours des années 1987-1989, la plus haute depuis l’opération Bootstrap et le boom économique aux États-Unis. Le taux de chômage chute de façon drastique au cours de son mandat, passant d'un record historique de 25% en 1983 à 12,0% en 1990. Il perd sa popularité avec le controversé Pabellon de Sevilla, tentative de représentation de Porto Rico à l'Exposition universelle de Séville en 1992. En janvier 1992, Hernández annonce qu'il ne se représenterait pas. Le 11 janvier, Hernandez Colón démissionne de ses fonctions de président du Parti populaire démocrate, poste qu'il occupait depuis 23 ans. La sénatrice Victoria Munoz Mendoza succède à Hernandez Colon à la présidence du parti et deviendrait plus tard une candidate au poste de gouverneur.

### Famille
Hernández Colón se marie avec Lila Mayoral Wirshing le 24 octobre 1959. Début 2003, Lila Mayoral Wirshing est décédée d'un cancer. Hernandez Colon et Mayoral Wirshing ont quatre enfants : Rafael, Jose Alfredo, Dora Mercedes et Juan Eugenio.
Juan Eugenio Hernandez Mayoral devient sénateur au Sénat de Porto Rico. Hernández Colón se remarie avec l'avocate Nelsa López à la fin de 2004. Il a sa résidence principale dans sa ville natale de Ponce, dans le quartier historique du centre-ville.